# Jugoistočni mande jezici
Jugoistočni istočnomandejski jezici jedna od dviju glavni grana istočnih mande jezika raširenih po Obali Slonovače i Liberiji. Obuhvaća (9) koji čine dvije uže skupine, to su a) guro-tura s pet i nwa-ben s četiri jezika. Najznačajniji među njima je jezik dan ili da kojim govori blizu 1.000.000 ljudi u Obali Slonovače, Liberiji i Gvineji. Predstavnici su:
a. Guro-Tura jezici (5): 
a1. Guro-Yaoure jezici (2)  Obala Slonovače: guro [goa], yaouré [yre].
a2. Tura-Dan-Mano jezici (3):
a. Mano jezici (1) Liberija: mann [mev].
b. Tura-Dan jezici (2): dan [daf], toura [neb].
b. Nwa-Ben jezici (4) Obala Slonovače: 
b1. Ben-Gban jezici (2): beng [nhb], gagu [ggu].
b2. Wan-Mwan jezici (2): mwan [moa], wan [wan].
Zajedno s istočnim istočnomandejskim (bisa-busa) jezicima čine istočnomandejski ogranak mendejskih jezika preko koje ulaze u sastav velike nigersko-kongoanske porodice

## Vanjske poveznice
- Ethnologue (14th)
- Ethnologue (15th)